# Stone Flower
Stone Flower — п'ятий сольний альбом Антоніу Карлуса Жобіна, випущений у серпні 1970 року лейблом CTI Records.

## Фон
Продюсер Крід Тейлор співпрацював з Жобімом з 1963 року, запрошував його до безпосередньої участі у альбомах Jazz Samba Encore! (1963) Стена Гетца та Луїса Бонфа, Getz/Gilberto (1963) Стена Гетца і Жуана Жілберту та Soft Samba (1964) Гері Мак-Фарланда. Тоді ж Тейлор продюсував перший сольний альбом Жобіма The Composer of Desafinado Plays на Verve та надзвичайно успішний Wave, випущений CTI Records, на той час дочірньою компанію A&M Records, її джазовим підрозділом. В березні 1970 року, коли продюсер перетворив CTI на абсолютно незалежний лейбл, вони з Жобімом лишалися винними A&M Records ще один альбом. Тому вони вирішили одночасно записати два альбоми: Tide для A&M і Stone Flower для CTI. За свідченням аранжувальника обох альбомів, Еуміра Деодату, Крід наполіг на збереженні таємниці і протягом багатьох років вважалось, що альбоми були записані в різний час як окремі проекти. Насправді записи були зроблені одночасно, за чотири сесії 16 березня, 23, 24 і 29 квітня в студії Van Gelder Studio, Енглвуд Кліффс, Нью-Джерсі. 8, 20 і 22 травня Деодату додав накладення оркестру — струнних та духових. Після цього Крід Тейлор відібрав і розподілив створені композиції по двох альбомах.
З аранжувальником і диригентом альбому Еуміром Деодату Антоніу Карлуса Жобіна також пов'язували плідні попередні стосунки. Разом вони працювали 1969 року під час запису трьох жобімівських композицій для альбому Sinatra & Company, а також над музикою для кінофільму «The Adventurers» (Paramount Pictures, 1970). Саундтреки з цього фільму лягли в основу трьох пісень альбому Stone Flower: «Children's Games», «Amparo» та «God And The Devil In The Land Of The Sun».
«Brazil» — єдина з дев'яти пісень альбому написана іншим автором, Арі Баррозу. Ця самба створена 1939 року для Кармен Міранди під назвою «Aquarela do Brasil»  і на час запису альбому була хітом, відтвореним не одним десятком видатних виконавців. Пісня «Sabia» на вірші Шику Буаркі написана Жобімом 1968 року і виконана вперше на III міжнародному пісенному фестивалі дуетом Cynara E Cybele. Ще чотири пісні,  «Tereza My Love», «Choro», «Stone Flower» та «Andorinha», в альбомі записані вперше.

## Визнання
Том Юрек у своєму огляді на AllMusic не приховує захоплення альбомом і характеризує його «одним з тихо приголомшливих творів». Антоніу Карлус Жобін грає на фортепіано і гітарі та співає в декількох композиціях. Разом з аранжувальником і диригентом Еуміром Деодату, що також грає на гітарі, контрабасистом Роном Картером, барабанщиком Жуаном Пальма, перкусіоністами Аїрто Морейра і Еверальду Феррейра, тромбоністом Урбі Гріном, саксофіоністом Джо Фарреллом та скрипалем-солістом Гаррі Лукофскі, Жобім, за словами Юрека, «створив свою власну версію Kind of Blue».

## Список композицій
| Трек | Назва                                      | Автори                            | Тривалість |
| ---- | ------------------------------------------ | --------------------------------- | ---------- |
| A1   | «Tereza My Love»                           | Антоніу Карлус Жобін              | 4:20       |
| A2   | «Children's Games»                         | Антоніу Карлус Жобін              | 3:25       |
| A3   | «Choro»                                    | Антоніу Карлус Жобін              | 2:05       |
| A4   | «Brazil»                                   | Арі Баррозу                       | 7:19       |
| B1   | «Stone Flower»                             | Антоніу Карлус Жобін              | 3:18       |
| B2   | «Amparo»                                   | Антоніу Карлус Жобін              | 3:35       |
| B3   | «Andorinha»                                | Антоніу Карлус Жобін              | 3:30       |
| B4   | «God And The Devil In The Land Of The Sun» | Антоніу Карлус Жобін              | 2:20       |
| B5   | «Sabia»                                    | Антоніу Карлус Жобін, Шику Буаркі | 3:55       |

## Виконавці
- Антоніу Карлус Жобін — фортепіано, електропіаніно, гітара, вокал
- Еумір Деодату — гітара, аранжувальник і диригент
- Джо Фарелл — сопрано-саксофон, соліст
- Еверальду Феррейра, Аїрто Морейра — перкуссія
- Жуан Пальма — барабани
- Урбі Грін — тромбон, соліст
- Гьюберт Лоуз — флейта, соліст
- Гаррі Лукофскі — скрипка, соліст